# Đại học Công nghệ Moskva
Đại học Công nghệ Moskva (tiếng Anh: Moskva Technological University (MIREA); tiếng Nga: Московский Технологический Университет) là một trường đại học lớn hàng đầu của Liên Bang Nga, có trụ sở chính ở thủ đô Moskva, Liên Bang Nga.
Trường được thành lập năm 1947 với tên ban đầu là Viện Nghiên cứu Năng lượng Liên Bang (VZEI). Đến năm 1967 trường được đổi tên thành trường đại học vô tuyến điện, điện tử và tự động hóa Moskva (MIREA) theo nghị định số 588 ngày 30-6-1967 của chính phủ Liên bang Xô Viết và bắt đầu tiếp nhận đào tạo sinh viên theo diện chính quy.
MIREA là thành viên của hiệp hội các nhà quản lý hàng đầu châu Âu (T. IEME), hiệp hội các trường Đại học Công nghệ kỹ thuật Liên Bang Nga, hiệp hội các trường đại học quốc tế, hiệp hội các nhà quản lý nghiên cứu và các quản trị viên châu Âu và một số hiệp hội khác. Các chương trình học tập của MIREA được chứng nhận theo tiêu chuẩn quốc tế.
Đại học MIREA đang hợp tác với hơn 50 doanh nghiệp sản xuất công nghệ cao trên cơ sở các phòng ban của trường. MIREA có các phòng thí nghiệm khoa học tiên tiến và hiện đại cùng các trung tâm giáo dục, các văn phòng thực tập của sinh viên cũng như các học viên của các công ty hàng đầu thế giới (Cisco, Microsoft, Emc, Vmware, Huawei...)

## Lịch sử MIREA

### Giai đoạn mới thành lập VZEI (1947-1967)
Vào ngày 01 tháng 9 năm 1947 theo nghị quyết của hội đồng bộ trưởng của Liên Xô ngày 28 tháng 5 năm 1947 bắt đầu thành lập Viện Nghiên cứu Năng lượng Liên Bang (VZEI) để đào tạo và nghiên cứu cho các kỹ sư tại Moskva, ban đầu viện nghiên cứu có chi nhánh tại leningrad, kiev, baku, tashkent, sverdlovsk và novosibirsk.
VZEI là viện nghiên cứu hàng đầu thế giới trong hệ thống giáo dục về kỹ thuật điện và kỹ thuật vô tuyến điện. VZEI là viện đào tạo kỹ sư cho nhiều ngành công nghiệp, bao gồm các ngành công nghiệp vô tiến điện, điện tử và tự động hóa mới. Các chi nhánh đào tạo và tư vấn của VZEI đã trở thành nền tảng cho sự hình thành các viện nghiên cứu kỹ thuật tại các khu vực Omsk, Kemerovo, Kiev, Kirov và một số thành phố khác.
Thực hiện tiếp tục phát huy các truyền thống của giáo dục Liên Xô, VZEI đã thay đổi chức năng và vai trò của nó theo yêu cầu của khoa học và công nghệ hiện đại. Trong quá trình hình thành và phát triển, đã có rất nhiều thành tích cao trong lĩnh vực giáo dục. Vì vậy, trong những năm 60 của thế kỉ XX, với yêu cầu mở rộng đào tạo các chuyên gia trong các ngành thiết bị vô tuyến đện, điện tử vô tuyến và thiết bị điện tử, VZEI đã phát triển quá trình chuyển đổi theo hướng phát triển ngành công nghệ cao.
Trong quá trình chuyển đổi thành một cơ sở giáo dục của một hệ thống giáo dục mới cho sinh viên nhiệt điện, thủy điện, điện lực thì khoa năng lượng điện và kỹ thuật điện được chuyển tới Viện năng lượng Moskva.
Cùng với việc duy trì các khoa đào tạo kỹ thuật vô tuyến điện đã tồn tại kể từ khi bắt đầu thành lập, VEZI còn có các khoa: 
- Tự động, cơ điện và thiết bị đo lường;
- Thiết bị máy tính;
- Thiết kế và sản xuất thiết bị vô tuyến điện.

Trong quá trình đào tạo và nghiên cứu hệ tại chức thì khoa kỹ thuật vô tuyến bắt đầu được thành lập.
Vào ngày 19 tháng 12 năm 1964, việc hiện đại hóa quy mô lớn của VZEI được hiện thực hóa bắt đầu với việc bổ nhiệm n.n. Evtikhiyev, là người một nhà tổ chức nổi bật của nền giáo dục đại học và sau đại học của Liên Xô, Viện sĩ Viện hàn lâm khoa học Liên Xô, anh hùng lao động và xã hội, chủ nhân của sáu giải thưởng danh giá Liên Xô và Nga tương lai, trở thành Viện trưởng của VZEI.
Trong những năm tiếp theo, VZEI đã được chuyển thành một cơ sở giáo dục bậc cao để đào tạo các nhân viên, chuyên gia kỹ thuật cho các doanh nghiệp thuộc ngành công nghiệp quốc phòng ở Moskva, bắt đầu phát triển mạnh trong những năm đó là: kỹ thuật vô tuyến, điện tử, vũ trụ học và công nghệ máy tính.
Vì vậy, trong quá trình hoạt động của VZEI, mô hình hiện đại hóa của viện đã bắt đầu được xác định, cấu trúc, đội ngũ giáo viên, truyền thống đào tạo các chuyên gia có trình độ cao để phát triển các công nghệ mới trong kỹ thuật vô tuyến, điện tử và công nghệ máy tính bắt đầu hình thành. Trong 20 năm tồn tại, VZEI đã đào tạo 7.000 kỹ sư.

### Giai đoạn VZEI chuyển đổi sang MIREA (1967)
Viện Nghiên cứu Năng lượng Liên Bang (VZEI) đã được đổi tên thành trường đại học vô tuyến điện, điện tử và tự động hóa Moskva (MIREA) bởi nghị quyết của chính phủ Liên Xô vào ngày 30 tháng 6 năm 1967 để phục vụ cho đào tạo cán bộ kỹ thuật có trình độ cao cho các ngành kiến thức chuyên sâu công nghệ cao như: công nghiệp điện tử và phát thanh, cơ khí và thiết bị dân dụng, thiết bị tự động hóa và hệ thống điều khiển.
Nikolay Nikolaevich Evtikhiyev được bổ nhiệm làm hiệu trưởng MIREA.
Khi bắt đầu hoạt động, MIREA chưa có bất kỳ cơ sở tầm cỡ nào. Ban đầu nhà trường được đặt tại một trong các văn phòng của Viện năng lượng điện Moskva tại số nhà 14 đường Krasnokazarmennaya. Năm 1968 bắt đầu xây dựng cơ sở đầu tiên tại số 5 đường nalichnaya, với tổng diện tích là 2.130 mét vuông (22.900 dặm vuông) được chuyển đổi thành các khuôn viên (tòa nhà) đào tạo. Các cơ sở giáo dục dần dần được mở rộng và xây dựng. Năm 1970 xây dựng thêm một khuôn viên mới tại số nhà 20 đường Sokolinaya Gora.
Cùng lúc đó cũng bắt đầu được xây dựng một khu phức hợp dành cho giáo dục và khoa học hiện đại với tổng diện tích 100.000 mét vuông (1.100.000 dặm vuông) ở phía tây nam của Moskva, trên đường cao tốc Borovskoye gần làng Nikulino. Do công ty su-210 của Spetsstroy xây dựng.
Khuôn viên B lần đầu tiên được đưa vào hoạt động là vào năm 1976. Nơi đây là trụ sở đầu tiên của ban giám đốc nhà trường và các cơ quan chủ nhiệm khoa (hiện nay là đại học RTS). Tất cả các khoa của nhà trường được thành lập và bắt đầu hoạt động tại đại lộ vernadsky năm 1979/1980. Việc xây dựng tòa nhà MIREA đã hoàn tất vào những năm 80 của thế kỉ XX. Sáu khối nhà nằm trong khuôn viên nhà trường.
Khu phức hợp của tòa nhà cũng bao gồm khu trung tâm máy tính và khu thư viện khoa học kỹ thuật.

### Đạt đến vị thế của trường đại học kỹ thuật (1993)
Theo quyết định của chính phủ Liên Bang Nga ngày 16 tháng 6 năm 1993, và nghị quyết của quốc hội Liên Bang Nga về giáo dục ngày 22 tháng 11 năm 1993 công nhận trường đại học vô tuyến điện, điện tử và tự động hóa Moskva (MIREA) là một trường Đại học Công nghệ, kỹ thuật có trình độ giáo dục cao nhất trong nước.
Trong giai đoạn 1967-1992, có 44.897 chuyên gia đã tốt nghiệp từ MIREA, bao gồm:
- Các khóa học chính quy - 9.195 người,
- Các khóa học liên kết - 19.248 người,
- Các khóa học tại chức - 16.454 người.
- Vấp bằng danh dự cho 1.048 người.

Năm 1994, MIREA đã được thông qua và được công nhận như là một nhà trường đại học tổng hợp.
Năm 1998, trong cuộc họp của nhà trường MIREA đã bầu ra giáo sư alexander sergeyevich sigov, trưởng khoa điện tử, tiến sĩ khoa học ngành toán – lý làm hiệu trưởng của MIREA. Giáo sư a.s. Sigov tiếp tục được bầu lại làm hiệu trưởng MIREA vào các nhiệm kỳ (2003-2008) và nhiệm kỳ (2008-2013).
Vào tháng 6 năm 2013, giáo sư stanislav alekseevich kudzh, tiến sĩ khoa học kỹ thuật, đã trở thành hiệu trưởng mới của MIREA.

### Sáp nhập với ROSNII ITIAP và VNIITE (2013)
Vào ngày 14 tháng 6 năm 2013 theo quyết định số 461 của bộ giáo dục và khoa học Liên Bang Nga. Viện nghiên cứu công nghệ thông tin và hệ thống kỹ thuật máy tính Liên bang Nga (Viện ngân sách nhà nước ROSNII ITIAP) và Viện nghiên cứu công nghiệp Liên bang Nga (VNIITE) đã sáp nhập với MIREA cùng tham gia đào tạo đại học và trở thành một bộ phận của trường Đại học Công nghệ quốc gia Moskva (MGTU MIREA).

### Sáp nhập với MGUPI và IPAIKE (2014).
Theo quyết định của bộ giáo dục và khoa học Liên Bang Nga ngày 9 tháng 6 năm 2014. Trường đại học kỹ thuật công nghệ và thiết bị đo lường (MGUPI) và Viện quản lý chuyên nghiệp và hiệu quả năng lượng tổng hợp (IPAIKE) được sáp nhập cùng trường MGTU MIREA trở thành trường đại học mang tên "Đại học Công nghệ thông tin, vô tuyến điện tử và kỹ thuật điện", nhưng vẫn giữ tên viết tắt của trường là MIREA, MGUPI.

### Sáp nhập với MITHT - Hóa tinh vi (2015)
Vào ngày 30 tháng 4 năm 2015 theo thông cáo của cơ quan ngôn luận Liên Bang Nga (TASS) thì vào ngày 12 tháng 5 năm 2015. Bộ giáo dục Liên Bang Nga sẽ ra quyết định cho sáp nhập trường "Đại học Công nghệ thông tin, vô tuyến điện tử và kỹ thuật điện" (MIREA, MGUPI) và "trường Đại học Công nghệ hóa tinh vi Moskva mang tên m. V. Lomonosov" (MITHT) thành trường đại học tổng hợp công nghệ Liên Bang Nga mang tên M. V. Lomonosov "(RTU Lomonosov).
Vào ngày 27 tháng 5 năm 2015, bộ giáo dục và khoa học Liên Bang Nga đã công bố sáp nhập trường Đại học Công nghệ hóa học tinh vi mang tên M. V. Lomonosov (MITHT) và trường Đại học Công nghệ thông tin, vô tuyến điện tử và kỹ thuật điện (MIREA, MGUPI) thành trường "Đại học Công nghệ Moskva".
Vào ngày 17 tháng 6 năm 2015, thông tin về việc sáp nhập và đổi tên thành trường Đại học Công nghệ Moskva đã xuất hiện chính thức trên trang web của trường.

## Lịch sử MGUPI trước khi sáp nhập vào MIREA
• Từ 29/08/1936 đến 27/09/1950 – Viện gia công kim loại công nghiệp Moskva (MDIMP)
• Từ 27/09/1950, và 21/04/1988 — Viện chế tạo máy liên bang (VDMI)
• Từ 21/04/1988 đến 07/01/1994 — Viện đo lường Moskva
• Từ 07/01/1994 đến 29/12/2005 — Viện hàn lâm đo lường và thông tin quốc gia Moskva (mgapi)
• Từ 29/12/2005 đến 09/06/2014 — Trường đại học kỹ thuật công nghệ và thiết bị đo lường (MGUPI)
• Theo quyết định của bộ giáo dục và khoa học Liên Bang Nga từ 09/06/2014 bắt đầu quá trình sáp nhập vào MIREA.

## Lịch sử của MITHT (Hóa tinh vi) trước khi sáp nhập MIREA
• Từ năm 1900 đến năm 1918 — các khóa học dành cho nữ cao cấp Moskva (MVZK)
• Từ năm 1918 đến năm 1930 — đại học quốc gia Moskva sơ sở 2.
• Từ năm 1930 đến năm 1940 — Viện công nghệ hóa tinh vi Moskva (MITHT)
• Từ năm 1940 Viện được đặt theo tên M. V. Lomonocov
• Vào năm 1992 Viện nhận được quy chế là Viện hàn lâm
• Vào năm 2011 — theo quyết định của bộ giáo dục và khoa học Liên Bang Nga, MITHT được công nhận là trường đại học.
• Trong năm 2015, MITHT được sáp nhập vào Đại học Công nghệ Moskva.

## Những khuôn viên của nhà trường

### Khuôn viên chính của trường nằm trên địa chỉ số 78, đại lộ vernadsky

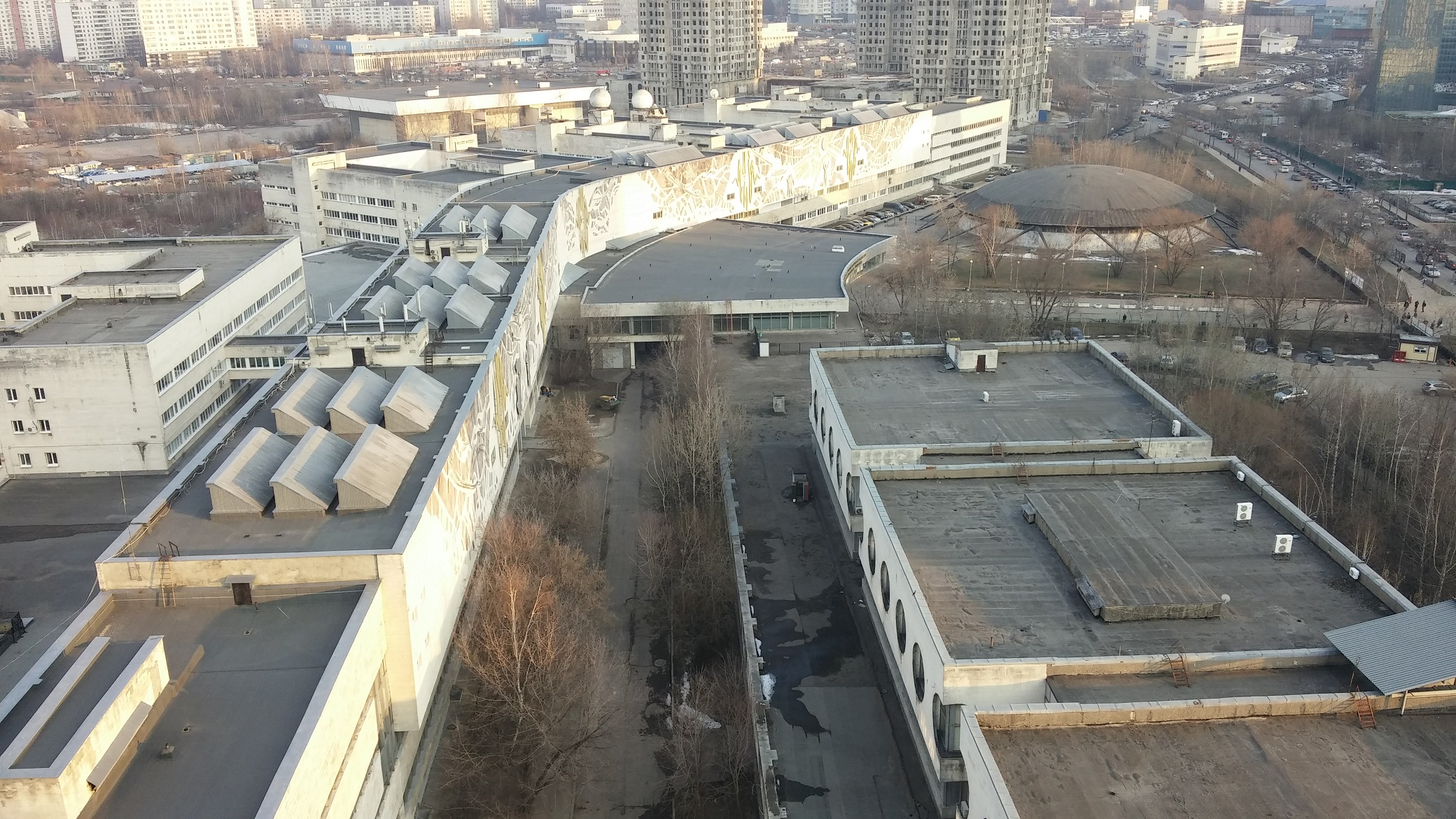
вид на главный кампус университета в сторону станции метро юго-западная

Cơ sở chính được xây dựng vào những năm 80 theo thiết kế của kiến trúc sư valentina oprusko, gồm 6 tòa nhà, khu thể thao, thư viện và hội trường.
• Khu A là tòa nhà học tập chính, trong khuôn viên này có lối vào chính được trang bị với cửa xoay tự động, phòng thay đồ, giảng đường, Viện công nghệ thông tin, Viện phát triển công nghệ mới và quản lý quốc gia;
• Khu B là các khoa của Viện kỹ thuật vô tuyến và hệ thống viễn thông.
• Khu V là các khoa thuộc Viện công nghệ vật lý.
• Khu D là bộ phận quản lý của viện, ban kế toán và một số khoa khác.
• Khu E là Viện an toàn phức hợp và chế tạo thiết bị đặc biệt.
Tất cả các khu nhà của nhà trường được liên kết bởi các hành lang có thể di chuyển từ khu nhà này sang các tòa nhà khác, cũng như tới khu thể thao, thư viện, và hội trường mà không cần đi ra ngoài khuôn viên chính.
Các cơ sở khác:

### Khuôn viên trên đường Sokolinaia Gora, số 22

вид на кампус на улице стромынка с моста

Trong phần đầu lịch sử hình thành, MIREA được đặt ở những khu vực khác nhau, nhưng khuôn viên đầu tiên được xây dựng dành riêng cho trường theo địa chỉ số 22, đường số 5 sokolinaia gora vào năm 1970.
Tuy nhiên, tới năm 1976, đã hoàn thành thêm các cơ sở tại số 78c3, đại lộ vernadsky, ban giám hiệu đã chuyển tới khuôn viên này. Sau đó đã xây dựng các tòa nhà khác của MIREA về phía tây – đông, cho phép bố trí được tất cả các khoa của nhà trường trong cùng một tòa nhà.
Trong năm 2014, bên trong khuôn viên chính đã diễn ra một cuộc cải tạo sửa chữa quy mô lớn.
Tới năm 2016, trong khuôn viên chính được lắp đặt các phòng thí nghiệm khoa học, nhà máy thực hành công nghiệp, khu học tập, trung tâm khoa học – kỹ thuật công nghiệp, ký túc xá, nhà ăn...
- Khuôn viên trên đại lộ mira số 119,tòa nhà số 312.
- Khuôn viên trên đường sepkovsky, số 23.
- Khuôn viên trên đường usacheva, số 64, tòa nhà số 1.

Sau khi liên kết với MITHT, các khuôn viên trước đây của MITHT thuộc quyền sở hữu của MIREA. Theo quyết định của ban giám đốc nhà trường đã cho thuê khuôn viên này và hình thành trong đó khoa mới là khoa quân sự.
Các bộ môn bảo vệ đối tượng các ngành công nghiệp hóa chất (SOHP MITHT) và vô tuyến, hóa học và sinh học (RHBD MITHT) đã bị loại bỏ khỏi tòa nhà vào mùa thu năm 2015, và sau đó việc sửa chữa những tòa nhà kéo dài một năm. Tới mùa thu năm 2016 đã hoàn thành, bàn giao những giảng đường khang trang, cùng lúc ấy khoa quân sự đã bắt đầu đi đến kết hợp với nhà trường.

## những con số
| Số lượng sinh viên | Giảng viên |
| --- | --- |
| Trong trường đại học có sự tham gia học tập, nghiên cứu của: • Hơn 20 000 sinh viên trong nước và quốc tế; • Gần 1000 thạc sĩ, nghiên cứu sinh; • Hơn 1000 thính giả chuẩn bị trước khi giảng dạy bậc đại học; • Hơn 10.000 thính giả tham gia trong hệ thống giáo dục bổ túc. Có 20 chuyên ngành trong chương trình đào tạo tiến sĩ khoa học. Có 5 hội đồng cho việc bảo vệ luận án cấp tiến sĩ khoa học. | Thành phần giảng viên – giáo sư của trường gồm có: • Các phó giáo sư và tiến sĩ • Các giáo sư, tiến sỹ khoa học • Thành viên thường trực và phóng viên của Viện hàn lâm khoa học Nga (RAN) • Thành viên của các viện hàn lâm khác • Người đạt giải thưởng quốc gia và giải thưởng của chính phủ Liên Bang Nga |

## cấu trúc trường đại học:
| • Viện công nghệ thông tin • Viện điều khiển • Viện kỹ thuật vô tuyến và hệ thống viễn thông • Viện phát triển công nghệ mới và quản lý quốc gia • Viện công nghệ vật lý • Viện đào tạo tại chức • Viện tập huấn trước khi vào đại học | • Viện kỹ thuật hóa tinh vi • Viện an toàn phức hợp và chế tạo khí tài đặc biệt • Viện kinh tế và luật • Khoa huấn luyện tổng hợp • Học viện giáo dục buổi tối, thư tín và từ xa • Trường cao đẳng kỹ thuật và công nghệ thông tin | • Viện giáo dục quốc tế • Khoa quân sự • Khoa giáo dục thể chất • Nghiên cứu sinh • Viện chính trị thanh niên và quan hệ quốc tế • Trung tâm giáo dục từ xa • Trung tâm giáo dục kỹ thuật |

### các chi nhánh:
• Chi nhánh ở Serpukhov
• Chi nhánh ở Stavropol
• Chi nhánh ở Fryazino
| • Viện nghiên cứu kỹ thuật khoa học thẩm mỹ • Quản lý các nghiên cứu khoa học, • Trung tâm thiết kế các sơ đồ phức hợp, thiết bị nano điện tử. • Bộ phận nghiên cứu khoa học • Viện công nghệ thông tin và điều khiển tự động • Viện khoa học giáo dục tin học và hệ thống điều khiển • Văn phòng sinh viên thiết kế thông tin • Trung tâm theo dõi khủng hoảng và tình huống khẩn cấp "lidar" • Trung tâm kinh doanh công nghệ • Trung tâm thẩm định, giám định độc lập | • Trung tâm tổng hợp năng lượng hiệu quả và tiết kiệm năng lượng • Phòng thí nghiệm kỹ thuật ánh sáng "ledlab" MIREA • Trung tâm kinh doanh công nghệ • Trung tâm thẩm định, giám định độc lập • Trung tâm tổng hợp năng lượng hiệu quả và tiết kiệm năng lượng • Phòng thí nghiệm kỹ thuật ánh sáng "ledlab" MIREA • Trung tâm khoa học sản xuất công nghệ laser, công nghệ quang học • Viện đào tạo và thiết kế công nghệ mới. • Viện nghiệp vụ quản lý và tổng hợp năng lượng hiệu quả | • Trung tâm giáo dục khoa học "thiết kế thiết bị khoa học và thiết bị đặc biệt" • Trung tâm giáo dục phát triển công nghệ "rô bốt thông minh" • Trung tâm khoa học giáo dục "công nghệ vật liệu đặc biệt plasma và chân không" • Phòng thí nghiệm vấn đề âm thanh phân tử • Trung tâm khoa học công nghệ "nauka" • Trung tâm kỹ thuật MIREA • Trung tâm kỹ thuật và khoa học hệ thống phân tích và lý thuyết nguyên thủy • Trung tâm thử nghiệm nghiên cứu khoa học kỹ thuật vô tuyến điện tử |

## thành viên trong tổ chức quốc tế
Chương trình đào tạo của MIREA được chứng nhận không chỉ ở Nga, mà còn theo tiêu chuẩn quốc tế. MIREA là một phần của:
• Hiệp hội của trường đại học kỹ thuật ở châu Âu — t. I. M. E. (top quản lý công nghiệp ở châu Âu),
• Hiệp hội của trường đại học kỹ thuật của Nga và Trung Quốc — ATYPK,
• Hiệp hội của các trường đại học quốc tế.
• Hiệp hội các nhà quản lý trong lĩnh vực nghiên cứu khoa học châu Âu.

## Hợp tác
Trường MIREA hợp tác với hơn 50 xí nghệp ngành công nghệ cao khoa học và kỹ thuật, các khoa của nhà trường hoạt động trên cơ sở đó. Trường hợp tác chặt chẽ với những doanh nghiệp công nghiệp quân sự tổng hợp và có những khoa cơ sở trên những nhiều xí nghiệp này.
Bên cạnh MIREA còn có những phòng thí nghiệm khoa học và Trung tâm giáo dục, phòng thiết kế sinh viên, cũng như những viện hàn lâm của các nhà sản xuất hàng đầu thế giới như Cisco, Microsoft, Vmware, Huawei...